# Banata Tchale Sow
Pour les articles homonymes, voir Sow.
Dre Banata Tchalé Sow, née Banata Tchalé, est une économiste et femme politique tchadienne.

## Carrière
Économiste financière de formation, elle a occupé plusieurs postes au sein de la sphère politique tchadienne. Elle a été, entre autres, conseillère technique chargée de la microfinance et du développement durable du Premier ministre de juin 2009 à février 2013. De février 2013 à octobre 2013, elle a été la conseillère technique aux Affaires Économiques et Budgétaires à la présidence de la République. D'octobre 2013 à avril 2014, elle a occupé le poste de ministre des Microcrédits pour la Promotion de la Femme et de la Jeunesse. D'avril 2014 à août 2015, elle a été la secrétaire d'État aux Finances et au Budget Chargée de la Microfinance. De novembre 2015 à août 2016, elle a été la secrétaire générale de la Cour des Comptes. D'août 2016 à février 2017, elle a été la secrétaire d’État aux Infrastructures et au Désenclavement. Du 5 février 2017 au 21 novembre  2017, Banata Tchalé Sow a été pour la deuxième fois la secrétaire d’État aux Finances et au Budget. Du 11 mai 2018 au 29 juin 2019, elle a été la directrice du cabinet du président de la République, Idriss Déby Itno. Depuis le 1er juin 2020, elle est secrétaire générale adjointe chargée du Département Macroéconomie, Financement du Développement et Programmation intra-ACP au sein de l'Organisation des États d'Afrique, des Caraïbes et du Pacifique (OEACP).